# Gaudencio Rosales

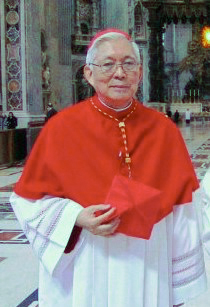
Gaudencio Kardinal Rosales (2006) im Petersdom zu Rom

Kardinalswappen

Gaudencio Borbon Kardinal Rosales (* 10. August 1932 in Batangas City, Batangas, Philippinen) ist ein philippinischer Geistlicher und emeritierter Erzbischof von Manila.

## Leben
Rosales wurde als Kind von Godofredo D. Rosales und Remedios M. Borbon am 10. August 1932 in Batangas City geboren und hat sechs Geschwister. Nach dem Studium der Katholischen Theologie empfing am 23. März 1958 durch den Erzbischof von Lipa, Alejandro Olalia, das Sakrament der Priesterweihe. Anschließend wirkte er zunächst als Regens des Priesterseminars, dann als Seelsorger im Erzbistum Lipa.
Papst Paul VI. ernannte ihn am 12. August 1974 zum Titularbischof von Oescus und zum Weihbischof in Manila. Die Bischofsweihe spendete ihm der Apostolische Nuntius auf den Philippinen, Bruno Torpigliani, am 28. Oktober desselben Jahres.
Am 9. Juni 1982 ernannte ihn Papst Johannes Paul II. zum Koadjutorbischof im Bistum Malaybalay, und am 14. September 1984 wurde Rosales Bischof dieser Diözese. Am 30. Dezember 1992 wurde er zum Erzbischof von Lipa ernannt und wurde nach dem altersbedingten Rücktritt von Jaime Lachica Kardinal Sin am 15. September 2003 zu dessen Nachfolger als Erzbischof von Manila berufen. Mit der feierlichen Amtsübernahme am 21. November desselben Jahres, wurde er gleichzeitig Primas der Philippinen, da dieser Titel traditionell mit dem Metropolitansitz von Manila verbunden ist. Das Pallium wurde ihm am 29. Juni 2004 durch Johannes Paul II. in Rom überreicht.
Rosales ist Großprior der philippinischen Statthalterei des Ritterordens vom Heiligen Grab zu Jerusalem.
Papst Benedikt XVI. nahm ihn im Feierlichen Konsistorium am 24. März 2006 als Kardinalpriester mit der Titelkirche Santissimo Nome di Maria in Via Latina in das Kardinalskollegium auf. Am 13. Oktober 2011 nahm Papst Benedikt XVI. das von Gaudencio Rosales aus Altersgründen vorgebrachte Rücktrittsgesuch an.

## Mitgliedschaften
Kardinal Rosales war Mitglied folgender Einheiten der Römischen Kurie:
- Päpstlicher Rat für den Interreligiösen Dialog (seit 2006)[5]
- Päpstlicher Rat für die sozialen Kommunikationsmittel (seit 2006)[5]